# جرمانو لونگو
جرمانو لونگو (ایتالیایی: Germano Longo؛ ۲۴ مه ۱۹۳۳ – ۱۴ ژوئیهٔ ۲۰۲۲) بازیگر اهل ایتالیا بود.
از فیلم‌هایی که وی در آن نقش داشته‌است، می‌توان به هزینه گزافی برای جانم خواهم داد، گل آفتابگردان، بیست هزار دلار برای هفت نفر و زوزه اشاره کرد.